# Стевен, Александр Александрович
Александр Александрович Стевен (12 [24] июля 1879, Симферополь — 24 ноября 1920, Симферополь) — земской деятель Таврической губернии.

## Биография
Внук основателя Никитского ботанического сада Х. Х. Стевена, сын председателя Таврической земской управы А. Х. Стевена родился 12 (24) июля 1879 года. Окончил Симферопольскую мужскую гимназию. Получил высшее образование в Санкт-Петербурге.
Был председателем губернского продовольственного комитета Таврической губернской земской управы. С 1914 года член Таврической учёной архивной комиссии.
В ноябре 1918 года А. А. Стевен — министр продовольствия, торговли и промышленности, исполняющий обязанности министра путей сообщения, почт, телеграфов и общественной работ во Втором Крымском краевом правительстве С. С. Крыма.
В апреле 1919 года эмигрировал в Грецию, но после падения советской власти летом 1919 года вернулся в Крым. Был членом губернской земской управы. После занятия Крыма Красной армией 21 ноября 1920 года арестован. Обвинён «в контрреволюции и тесном контакте с белым командованием». 23 ноября 1920 года приговорён к расстрелу. Расстрелян на следующий день в Симферополе по постановлению тройки особого отдела ВЧК при РВС 6-й армии под председательством Н. М. Быстрых.
Реабилитирован 9 апреля 1999 года Прокуратурой Автономной Республики Крым. 

## Память
24 декабря 1996 года в Симферополе на правом берегу реки Салгир неподалёку от парка Салигирка, где когда-то находилась усадьба семьи Стевенов, был открыт гранитный обелиск в честь трёх представителей династии Стевенов: Христиану Христиановичу, Александру Христиановичу и Александру Александровичу.